# Enrico delle Sedie
Enrico Cesare Augusto Delle Sedie (17 juin 1822, Livourne – 29 novembre 1907, Colombes) est un artiste lyrique italien. Le baryton, adepte de la technique du bel canto, s'est produit dans toute l'Europe, interprétant en particulier les œuvres de Verdi.

## Biographie

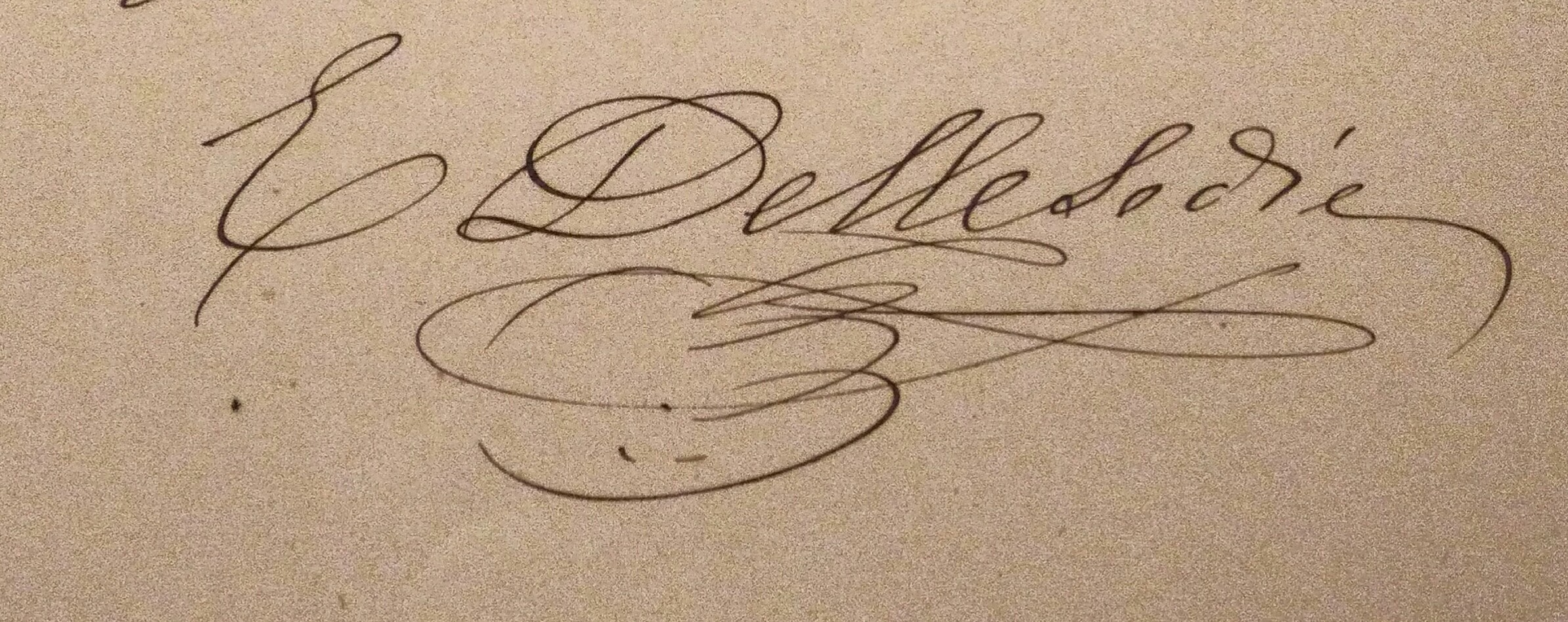
Signature d'Enrico Delle Sedie

Enrico delle Sedie est né à Livourne (Italie). 
Lors de la révolution italienne de 1848, il s'engage comme volontaire pour combattre les Autrichiens.
Il s'est marié à Marguerite Tizzoni (décédée le 23 mars 1888). Le couple habitait à ce moment-là 30 rue Saint-Pétersbourg (Paris 8e arrondissement).
Il meurt à l'âge de 83 ans à son domicile de Colombes (15 rue du Château).

## Carrière

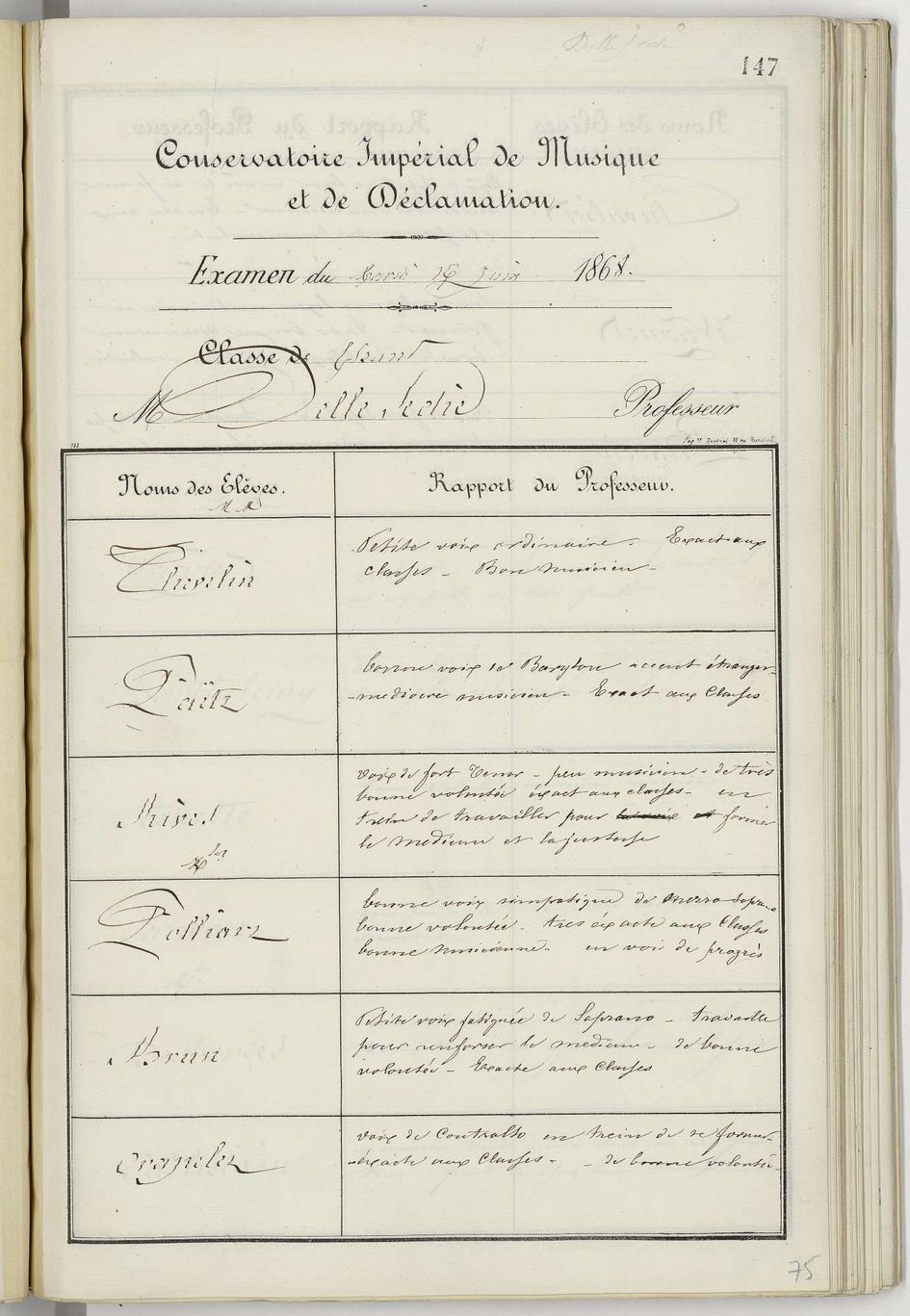
Rapport de la classe de chant du Conservatoire de musique de Paris, 1868

Enrico delle Sedie est l'élève de Cesario Galeffi. Il débute au théâtre de San Casciano en 1851, puis peu après à Florence.
Après une tournée à Vienne, Saint-Pétersbourg et Londres, il débute à Paris le 17 octobre 1861 dans Un ballo in maschera
Il fait ses débuts dans le rôle de Nabucco dans l'opéra de Verdi du même nom.
Il se produit dans les plus importants théâtres italiens de 1861 à 1874, année où il intègre le Théâtre-Italien à Paris. 
Parmi ses rôles titres, citons Figaro (Le Barbier de Séville), Don Juan, Rigoletto, Germond dans La traviata.
Enrico Delle Sedie est nommé professeur de chant au Conservatoire de Paris en 1867. Il démissionne en 1871 pour continuer l'enseignement à titre privé. 
Parmi ses élèves, citons le ténor Alessandro Bonci ou encore Esther Chevalier.

## Œuvres

### Essais
- L'art lyrique : traité complet de chant et de déclamation lyrique (Paris, 1874)[4]
- Arte e fisiologia del canto (Milan, 1876)
- Riflessioni sulle cause della decadenza della scuola di canto in Italia (Réflexions sur le déclin de l'école de chant italienne) (Paris, 1881)
- Esthétique du Chant et de l'art lyrique (1886)

### Livret
- L'Ardita : valse brillante (Luigi Arditi)

### Partition
- Article « How to learn to sing » dans The Vocal art : Modern music and musicians for vocalists[5].

## Postérité
Une rue porte son nom dans sa commune natale de Livourne.